# Бернардо Корраді
Бернардо Корраді (італ. Bernardo Corradi, нар. 30 березня 1976, Сієна) — колишній італійський футболіст, що грав на позиції нападника.
Виступав, зокрема, за «Лаціо», «Валенсію» та «Манчестер Сіті», а також національну збірну Італії, разом з якою був учасником Євро-2004.

## Клубна кар'єра
Бернардо Корраді народився в місті Сієна (провінція Тоскана). У дитинстві він займався декількома видами спорту і всерйоз захопився легкою атлетикою, а коли хлопчикові виповнилося десять років, він вирішив присвятити себе футболу і став грати за команду «Марчіано», яка виступала в дитячій лізі Тоскани.
У 16 років Корраді став грати на два фронти: в суботу він проводив матч чемпіонату провінції в складі юнаків, а в неділю виступав за резервний склад дорослої «Сієни». Величезну допомогу Бернардо надавали його батьки: мати добровільно взяла на себе роль особистого шофера власного сина, відвозячи його зі школи на тренування і годуючи обідом прямо в машині, а батько, який сам грав колись у футбол, намагався не пропускати жодного матчу сина і давав йому поради.

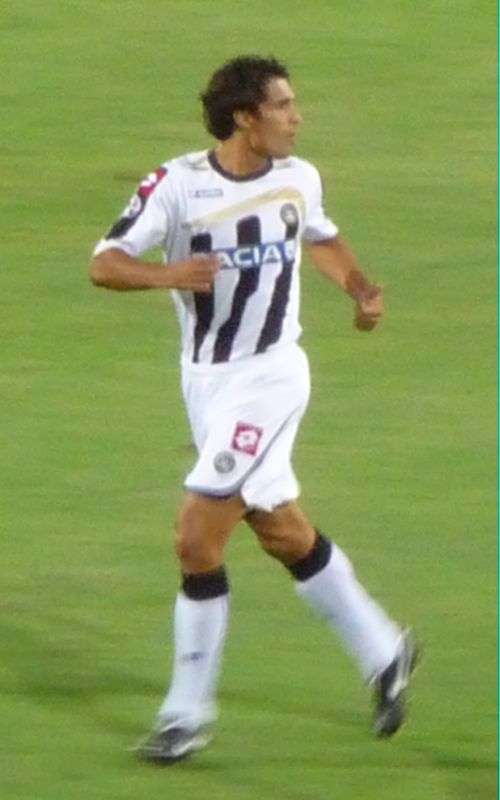
Бернардо Корраді під час виступів за «Удінезе». 23 серпня 2009 року.

З «Сієни» Корраді запросили в «Поджбонсі» — напівпрофесійну команду найнижчого італійського дивізіону Серії С2. Однак через рік цей клуб зайняв останнє місце в своїй групі і був переведений в аматорську лігу — Серію D, де Бернардо продовжив свої виступи з клубом.
1996 року 20-річного Бернардо купив клуб «Понсакко» з Серії С1, де молодий футболіст став одним з основних форвардів. У цій команді його і помітили представники «Кальярі», що грав в Серії В, другому за рівнем дивізіоні країни. Так Корраді, підписавши трирічний контракт, відправився на Сардинію.
Щоправда, тренер островитян Карло Маццоне, що запросив Корраді, незабаром покинув клуб, а його наступник Джамп'єро Вентура вирішив, що Корраді не відповідає рівню команди, яка прагне повернутися в еліту, і віддав його в оренду до «Монтеваркі» — ще одного клубу Серії С1. Коли ж «Кальярі» домігся поставленої мети виходу в Серію А, Бернардо навіть не запросили на перший підготовчий збір, на який зазвичай збирають всіх футболістів, що перебувають на контракті: замість цього Корраді відправили в оренду в клуб «Андрія». Якби не спортивний директор сардинців Фаусто Вінті, який зумів переконати молодого футболіста, що оренда допоможе йому змужніти, Бернардо завершив би свою кар'єру і, згадавши мрію дитинства, пішов би вчитися на дантиста. Але в «Андрії» Корраді став у нагоді і під керівництвом місцевого тренера Джорджо Руміньяні, який посприяв його професійному зростанню, провів за команду 31 матч у серії В.
1999 року Джамп'єро Вентура покинув «Кальярі», і його наступник уругваєць Оскар Табарес почав підпускати Бернардо до основи, зігравши за дебютний для себе в Серії А сезон 1999/00 20 матчів. Проте Табарес пропрацював у клубі дуже недовго, а Ренцо Улів'єрі, що прийшов на зміну, знову перестав довіряти молодому форварду. 
Влітку 2000 року гравця у сумісне володіння купили «Інтернаціонале» та «К'єво», проте виступав саме за клуб з передмістя Верони. Його президенту Кампеделлі і спортивному директору Сарторі вдалося створити чудовий колектив з молодих футболістів, які не гналися за великими контрактами, а просто хотіли грати в футбол. У «К'єво» від них не вимагали миттєвого результату, а тому вони виходили на поле розкутими. Ну і, звичайно, ключову роль в створенні того «К'єво» зіграв тренер клубу Луїджі Дельнері, що володів неабияким умінням в будь-якій ситуації знаходити потрібні слова. За підсумками сезону 2000/01 клуб зайняв 3 місце в Серії В і вийшов до еліти, де Корраді провів з клубом ще один рік, а команда несподівано зайняла високе 5 місце і кваліфікувалась до Кубка УЄФА, причому до останнього туру веронці боролися з «Міланом» за 4 сходинку, що давала право виступу в Лізі чемпіонів, проте постипились на 1 очко.
Після цього Корраді перейшов в «Інтернаціонале». Але перед самим стартом сезону керівництво «нерадзуррі» передали його «Лаціо»: він став частиною угоди міланського клубу з придбання у римлян Ернана Креспо. Однією з причин того, що Корраді так і не заграв в «Інтері» стало те, що в міланському клубі вже грав Крістіан В'єрі, який був майже ідентичним за своїм стилем гри у нападі. 
В той же час інший форвард «Лаціо» Клаудіо Лопес був його антиподом, тому в Римі потужний Корраді відчував себе комфортніше, створивши з Лопесом дует форвардів, залишивши на лаві Енріко К'єзу і Сімоне Індзагі. У «Лаціо» Корраді виглядав дуже впевнено і навіть забивав. У Римі він провів два сезони і виграв кубок Італії, проте коли у «Лаціо» почалися фінансові проблеми, то клуб продав його разом з одноклубником Стефано Фйоре в іспанську «Валенсію». Корраді відкрив свій сезон з іспанським клубом, вигравши Суперкубок УЄФА 2004. Однак після того, як співвітчизник тренер Клаудіо Раньєрі залишив клуб, Корраді став рідко виходити на поле, тому через рік італійська «Парма» домовилася з «Валенсією» про оренду форварда. Ще одним клубом, який претендував на гравця, був англійський «Манчестер Сіті», проте городяни не змогли запропонувати умови, які б влаштували нападника. В Серії А наступного сезону він забив 10 голів у 36 матчах
20 липня 2006 року Бернардо був проданий в англійський «Манчестер Сіті». У своєму дебютному сезоні він виступав регулярно, але в другому програв конкуренцію новачку Емілю Мпензі і був відправлений в оренду в знайому йому «Парму». 
30 липня 2008 року Корраді покинув «Манчестер Сіті» за рік до завершення контракту і повернувся в Італію, де один сезон провів в «Реджині» і два в «Удінезе». В удінській команді Бернардо в основному виходив на заміну і забив всього один м'яч. 
3 березня 2012 року ветеран перебрався в канадський «Монреаль Імпакт», що виступав в МЛС, де провів всього одинадцять зустрічей. 7 грудня 2012 року він покинув клуб. і незабаром завершив ігрову кар'єру.

## Виступи за збірну
12 лютого 2003 року в домашньому матчі зі збірною Португалії (1:0) дебютував в офіційних матчах у складі національної збірної Італії. 
У складі збірної був учасником чемпіонату Європи 2004 року у Португалії, проте на турнірі зіграв лише в одному матчі проти збірної Болгарії (2:1).
Протягом кар'єри у національній команді, яка тривала усього 2 роки, провів у формі головної команди країни 13 матчів, забивши 2 голи.
| Дата      | Місто              | Господарі            | Результат | Гості             | Турнір             | Голи | Примітки |
| --------- | ------------------ | -------------------- | --------- | ----------------- | ------------------ | ---- | -------- |
| 12-2-2003 | Генуя              | Італія               | 1 – 0     | Португалія        | товариський матч   | 1    | 72'      |
| 29-3-2003 | Палермо            | Італія               | 2 – 0     | Фінляндія         | Відбір до ЧЄ 2004  | -    | 82'      |
| 30-4-2003 | Женева             | Швейцарія            | 1 – 2     | Італія            | товариський матч   | -    |          |
| 3-6-2003  | Кампобассо         | Італія               | 2 – 0     | Північна Ірландія | товариський матч   | 1    | 46'      |
| 11-6-2003 | Гельсінкі          | Фінляндія            | 0 – 2     | Італія            | Відбір до ЧЄ 2004  | -    | 84'      |
| 20-8-2003 | Штутгарт           | Німеччина            | 0 – 1     | Італія            | товариський матч   | -    | 75'      |
| 10-9-2003 | Белград            | Сербія та Чорногорія | 1 – 1     | Італія            | Відбір до ЧЄ 2004  | -    | 78'      |
| 18-2-2004 | Палермо            | Італія               | 2 – 2     | Чехія             | товариський матч   | -    | 46'      |
| 31-3-2004 | Брага (Португалія) | Португалія           | 1 – 2     | Італія            | товариський матч   | -    | 58'      |
| 28-4-2004 | Генуя              | Італія               | 1 – 1     | Іспанія           | товариський матч   | -    | 76'      |
| 30-5-2004 | Туніс (місто)      | Туніс                | 0 – 4     | Італія            | товариський матч   | -    | 62'      |
| 22-6-2004 | Гімарайш           | Італія               | 2 – 1     | Болгарія          | ЧЄ 2004 - 1-й етап | -    | 53'      |
| 4-9-2004  | Палермо            | Італія               | 2 – 1     | Норвегія          | Відбір до ЧС 2006  | -    | 59'      |
| Усього    |                    | Матчів               | 13        |                   | Голів              | 2    |          |

## Титули і досягнення
- Володар Кубка Італії (1):

«Лаціо»: 2003–04
- Володар Суперкубка УЄФА (1):

«Валенсія»: 2004